# Suzanne Clercx-Lejeune
Pour les articles homonymes, voir Clercx et Lejeune.
Suzanne Clercx-Lejeune, née le 7 juin 1910 à Houdeng-Aimeries en Hainaut et morte le 27 septembre 1985 à Liège, est une musicologue belge.

## Vie et parcours
Après des études classiques, Suzanne Clercx s'oriente vers la musicologie, en travaillant à l'université de Liège avec Charles Van den Borren. Assistante de Van den Borren, elle fait son doctorat en 1940 et occupe de 1941 à 1949 la fonction de bibliothécaire au Conservatoire de Bruxelles. Elle fut également formée par Heinrich Besseler (de) à l'université de Heidelberg, où elle prend connaissance de la musicologie allemande. En 1945 elle devient professeur de musicologie à l'université de Liège, où elle souligne l'importance de la pratique d'un instrument de musique par ses étudiants.
Elle est l'auteur d'importantes études sur Johannes Ciconia, dont elle publia l'œuvre complet. Son livre « Le Baroque et la Musique » (1949) était à l'époque un des rares ouvrages consacrés à la musique de cette époque. Dans le domaine de l'ethnomusicologie, elle invite à partir de 1953 le monde professionnel du monde entier aux « Colloques de Wégimont » dans le château de Wégimont. Avec l'aide de la ville de Liège, elle fonde en 1957 le festival de musique «Nuits de Septembre», actuellement intégré dans la fédération des Festivals de Wallonie.
Elle épouse l'historien et homme politique wallon Jean Lejeune. Son fils Jérôme Lejeune, né en 1952, poursuit le chemin tracé par sa mère. Il est musicologue comme sa mère, mais également gambiste, homme de radio, producteur de disques (Label Ricercar) et directeur artistique de festivals.
Elle est inhumée au Cimetière de Robermont à Liège.

## Publications (sélection)
Pour une liste exhaustive, voir Malou Haine, « Bibliographie de Suzanne Clercx », Revue belge de Musicologie, vol. 42,‎ 1988, p. 9-17 (ISSN 0771-6788, lire en ligne)
- « Le Baroque et la musique; essai d'esthétique musicale », 15 éditions publiées entre 1948 et 1978 en plusieurs langues
- Grétry, 1741-1813, 10 éditions publiées entre 1944 et 1978 en 3 langues
- Johannes Ciconia, un musicien liégeois et son temps (vers 1335-1411) 12 éditions publiées entre 1954 et 1993 en français
- Pierre Van Maldere, virtuose et maître des concerts de Charles de Lorraine, 1729-1768 6 éditions publiées en 1948
- Henri-Jacques de Croes, compositeur et maitre de musique du prince Charles de Lorraine, 1705-1786, 1940
- Le problème des Bibliothèques musicales en Belgique, 1947
- La musique en Belgique du Moyen Age à nos jours, 1950
- Les Colloques de Wégimont cercle international d'études ethno-musicologiques, 1956
- Johannes Ciconia, Transcriptions et notes critiques, 1960